# Heinz Ahrens (Manager)
Heinrich Walter Ahrens genannt Heinz Ahrens (* 12. März 1935 in Rheine im Münsterland; † 25. Dezember 2017 in Memmingen) war ein deutscher Industriemanager.

## Leben
Beruflicher Werdegang
Heinz Ahrens absolvierte nach seinem Abitur in Osnabrück eine Ausbildung bei der Sparkasse Rheine und war als Revisionsassistent tätig. Nach seinem Studium der Betriebswirtschaft von 1955 bis 1959 wurde er 1960 an der Westfälischen Wilhelms-Universität Münster mit der Arbeit Die Bedeutung der Betriebsgröße für Kosten und Ertrag zum Dr. rer. pol. promoviert. Er war wissenschaftlicher Assistent und ab 1961 Geschäftsführer des Instituts für betriebliche Finanzen und Steuern der Universität Münster 1963 wechselte er zum Bankhaus C. G. Trinkaus in Düsseldorf. Von 1959 bis 1967 lehrte er zudem an der Universität Münster die Fächer Allgemeine Betriebswirtschaftslehre, Rechnungswesen und Steuern.
1967 wurde er Geschäftsführer der Agria-Werke, einem  Hersteller von Motorgeräten in Möckmühl. 1970 wurde er Geschäftsführer, später Vorstandssprecher, von Stetter, dem seinerzeit weltgrößten Hersteller von Fahrmischern. 1981 wurde er als Sanierer zu Xaver Fendt + Co., einem inhabergeführten Traktorenhersteller mit Sitz in Marktoberdorf im Allgäu, geholt und war Sprecher der Geschäftsführung bis 1986 und von 1993 bis 1997 Vorsitzender des Beirates von Fendt. Ahrens initiierte die Übernahme von Fendt und Verbleib am Standort in Marktoberdorf durch den weltweit tätigen US-amerikanischen Landmaschinenkonzern AGCO Corporation. 1986 wechselte er als Vorsitzender der Geschäftsführung zu Karl Kaessbohrer Fahrzeugwerke GmbH in Ulm. Er trat die Nachfolge von Inhaber Karl Kässbohrer an und verantwortete die Produktbereiche Nutzfahrzeuge und Geländefahrzeuge sowie Technik. Er hatte verschiedene Aufsichtsratsmandate inne, wie bei der apetito AG (Aufsichtsrats- und Beiratsvorsitzender 1992–2007), Paul Hartmann Gruppe und der Rathgeber AG oder der Grammer AG. Er war Vorsitzender des Beirats der Franz Xaver Meiller Fahrzeug- und Maschinenfabrik GmbH & Co KG in München und  Stiftungsrat der Stiftung Hochschule für Gestaltung HfG Ulm.

### Politisches Engagement
Ahrens war seit 1971 Mitglied der SPD und engagierte sich im Stadtrat von Memmingen (1972–1978, 1978–1981, 1990–1996). Von 1978 bis 1981 war Ahrens Fraktionsvorsitzender im Memminger Stadtrat. Er engagierte sich insbesondere für die Neuorganisation der Stadtwerke.

### Soziales Engagement
Heinz Ahrens engagierte sich für zahlreiche Sozialprojekte im Heiligen Land und war Mitglied im Deutschen Verein vom Heiligen Lande. 1993 wurde Ahrens vom Kardinal-Großmeister Giuseppe Caprio zum Ritter des Ritterordens vom Heiligen Grab zu Jerusalem ernannt und am 15. Mai 1993 im Augsburger Dom durch Bischof Anton Schlembach, Großprior der Deutschen Statthalterei, in den Päpstlichen Laienorden investiert. Ahrens war langjähriger Leitender Komtur der Komturei Ravensburg; er war zuletzt Großoffizier des Ordens. Zudem engagierte er sich für die Caritas Sozialstation in Memmingen und war deren Gesellschaftersprecher.

### Privates
Ahrens war seit 1959 verheiratet; der Ehe entstammen drei Kinder.

## Ehrungen und Auszeichnungen
- «Kasimir», eine der höchsten Auszeichnungen der Stadt Memmingen (1981)
- Ernennung zum Ritter vom Heiligen Grab (1993; Offizier 2005; Großoffizier 2015)